# Itaipú

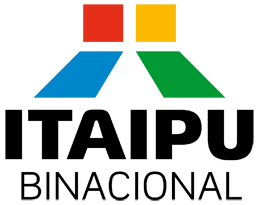
Logo

Itaipu (Guaraní Itá ‚Fels‘, ‚Stein‘; i ‚der‘, ‚welcher‘, pú ‚klingt‘, ugs. ‚singt‘; spanisch Itaipú; auch Itaipu Binacional wegen der Beteiligung zweier Nationen) ist der Name eines Wasserkraftwerkes und der dazugehörigen Itaipu-Staumauer sowie des Itaipu-Stausees am Paraná an der Grenze zwischen Paraguay und Brasilien. Nach über 10-jähriger Bauzeit wurde das Kraftwerk 1984 in Betrieb genommen. Das Projekt kostete 19,6 Milliarden USD.
Mit einer Nennleistung von 14 GW war das Kraftwerk bis zur Fertigstellung der Drei-Schluchten-Talsperre in der Volksrepublik China im Jahr 2006 das leistungsstärkste Wasserkraftwerk der Welt. Aufgrund der hohen Auslastung der Turbinen lag Itaipu bei der Jahresenergieproduktion auch nach 2006 meist an erster Stelle. Betrieben wird das Kraftwerk von der Firma Itaipu Binacional.

## Bau

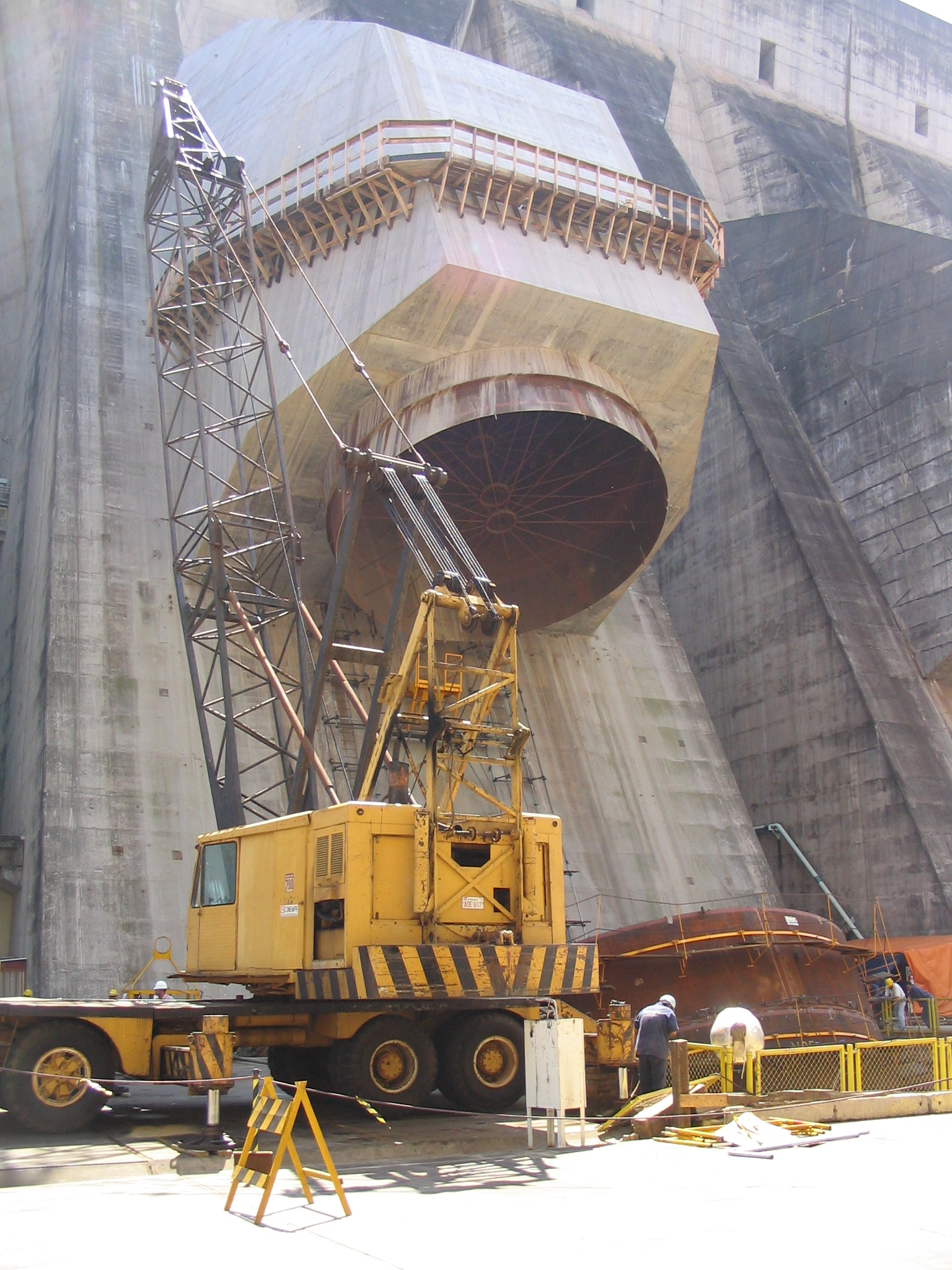
Bauarbeiten an einem der Fallrohre

Das Kraftwerk ist ein Gemeinschaftsprojekt Paraguays und Brasiliens aus der Zeit der Militärdiktatur beider Länder. Die damaligen Präsidenten Brasiliens, Emílio Garrastazu Médici, und Paraguays, Alfredo Stroessner, fixierten am 23. April 1973 in Brasília vertraglich das Projekt. Bereits 1970 hatte sich ein Konsortium aus den Firmen ELC Electroconsult S.p.A. (Italien) und IECO (USA) gebildet, das die Ausschreibung für den Dammbau gewann. Der Bau wurde 1974 begonnen und 1982 (Bauwerk) bzw. 1991 (18. Turbine) fertiggestellt. Auf der Großbaustelle waren zirka 34.000 Arbeiter beschäftigt. Seit Mai 1984 gingen jährlich bis zur Fertigstellung zwei bis drei der Turbinen ans Netz. 2007 hat der brasilianische Präsident Luiz Inácio Lula da Silva nach der Erweiterung um zwei Turbinen in einer Zeremonie die Fertigstellung des Projekts verkündet. 145 Menschen kamen bei den Bauarbeiten ums Leben.

## Leistung
Bis 2004 betrug die Nennleistung der insgesamt 18 Francis-Turbinen 12.600 Megawatt. Ab Anfang 2004 wurde die Anlage um zwei Turbinen erweitert; die Gesamtkapazität des Kraftwerkes beträgt seit Ende Oktober 2005 14.000 Megawatt. Die beiden zusätzlichen Turbinen, geliefert und eingebaut von der Firma Voith Hydro aus Heidenheim, dienen jedoch in erster Linie dazu, die Menge der erzeugten Energie konstant zu halten, wenn andere Turbinen aufgrund von Wartungsarbeiten abgeschaltet werden.
Das Regelarbeitsvermögen bei einem Wasserdurchfluss von durchschnittlich 10.500 m3/s beträgt 95 Terawattstunden pro Jahr, was einer mittleren Kraftwerksleistung von 10.800 Megawatt entspricht. Der Statordurchmesser der Synchrongeneratoren beträgt 16 Meter. 2008 wurde mit einer Ausbeute von 94,68 Terawattstunden die bis dahin höchste Realerzeugung eines Wasserkraftwerkes weltweit erreicht. 2012 waren es bereits 98,287 Terawattstunden. 2013 wurde mit 98,63 Terawattstunden eine neue Höchstmarke erreicht. Damit deckte Itaipu 2013 den Elektrizitätsbedarf Paraguays zu 75 Prozent, von Brasilien zu 16,9 Prozent. Seit seiner Inbetriebnahme 1984 und bis einschließlich 2013 hat Itaipu 2135 Terawattstunden Elektrizität generiert. 2016 wurde ein neuer Rekord bei der Gewinnung elektrischer Energie mit etwas mehr als 103 Terawattstunden erzielt.
Bereits zwei der 20 Turbinen haben bei voller Auslastung mit je 700 m3/s fast den gleichen Wasserdurchfluss wie die nahegelegenen imposanten Iguazú-Wasserfälle.

## Nutzung

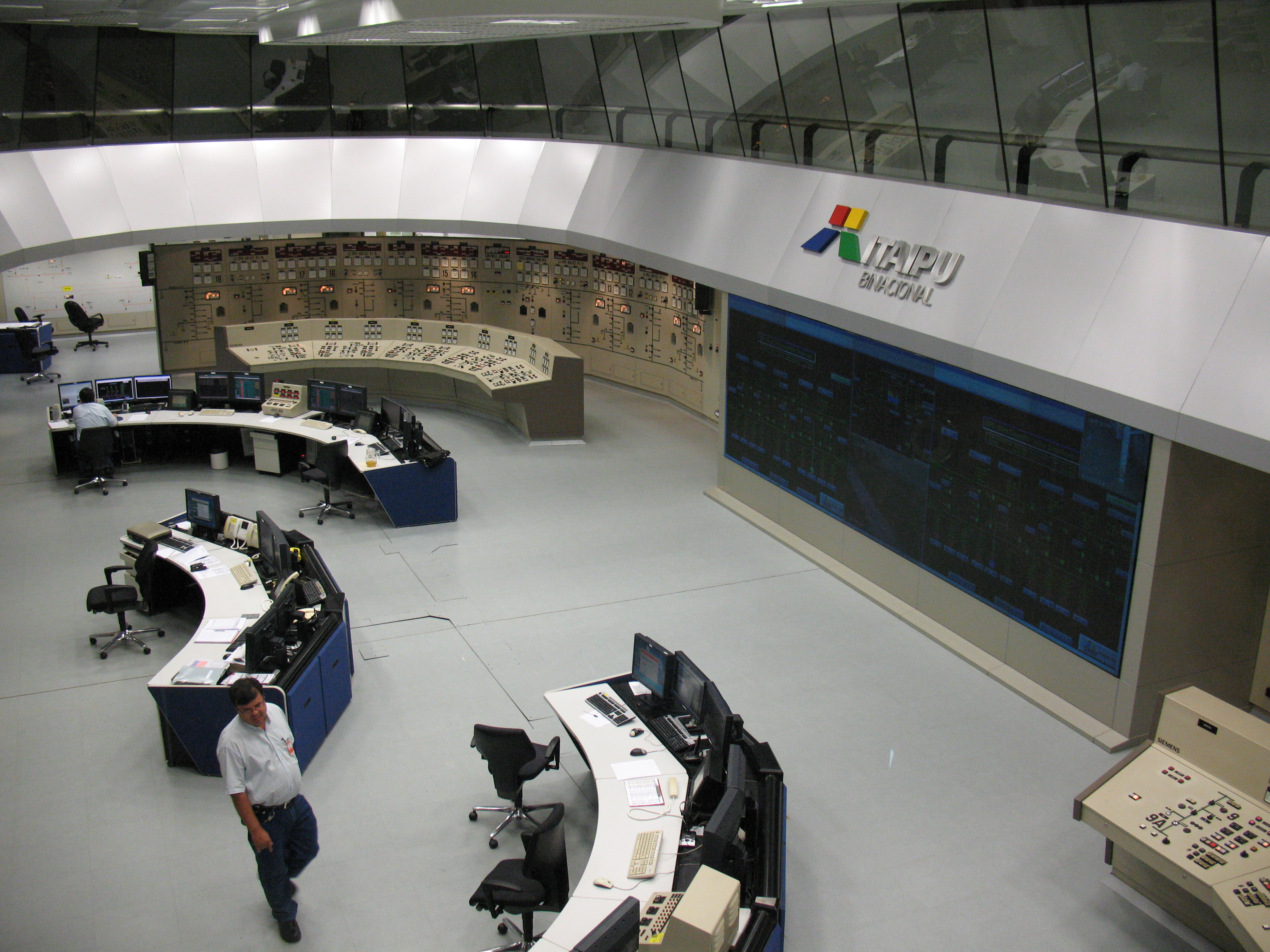
Zentraler Kontrollraum

### Stromerzeugung und -verteilung
Die auf der Seite von Paraguay befindlichen Generatoren erzeugen Drehstrom mit einer Frequenz von 50 Hz. Das brasilianische Netz arbeitet mit 60 Hz. Da der Großteil der in Paraguay erzeugten elektrischen Energie nach Brasilien exportiert wird, wird der Strom aus Paraguay erst in Gleichstrom umgewandelt und anschließend über eine Hochspannungs-Gleichstrom-Übertragung (HGÜ) 850 km weit nach São Paulo transportiert, wo er auf 60 Hz umgewandelt wird.
Nach der Inbetriebnahme bezog Brasilien etwa ein Viertel seines Stromverbrauchs aus Itaipú. Paraguay verbrauchte im Jahre 2022 nur 8 % des in Itaipú erzeugten Stroms.

### Errichtungskosten und Finanzierung
Für die Errichtungskosten gibt es verschiedene Angaben, z. B. 19,6 Mrd. USD oder bis zu 60 Mrd. USD. Sie werden vom Betreiber Itaipu Binacional wie folgt angegeben: 11,9 Mrd. USD (Direktinvestitionen ohne Finanzierungskosten), 17,4 Mrd. USD (Anlagevermögen in der Bilanz 2014) bzw. 27 Mrd. USD (aufgenommene Darlehen inklusive Umschuldung).
Dem Vertrag vom 23. April 1973 zufolge finanzierte Brasilien die Gesamtanlage und nahm dazu Kredite im Ausland auf. Paraguay hätte das Riesenprojekt nicht selbst finanzieren und organisieren können. Paraguay zahlt seinen Anteil der Erstellungskosten, indem es den nicht benötigten Strom an Brasilien liefert, und zwar gemäß dem Vertrag von 1973 zu einem festgesetzten Preis, statt den Stromüberschuss auf dem freien Markt anzubieten.

### Abgaben (Royalties)
Ein Teil der finanziellen Überschüsse des Kraftwerks wird als Kompensation für die Nutzung des Paraná den Anrainergemeinden beiderseits der Grenze zugeführt. Auf seiner 170 km langen Strecke zwischen Foz do Iguaçu und Guaíra bedeckt der Itaipu-Stausee Gebiete von 16 brasilianischen Gemeinden, davon 15 in Paraná und eine in Mato Grosso do Sul. Als Entschädigung entrichtet Itaipu diesen Gemeinden Abgaben (genannt Royalties) im Verhältnis zu den überfluteten Flächen. Seit 1985 hat Itaipu an Brasilien über 3,35 Milliarden US$ an Lizenzgebühren gezahlt.
In Paraguay fließt die Entschädigung in voller Höhe in die Staatskasse. In Brasilien werden nach dem seit 1991 geltenden Abgabengesetz 45 % der Entschädigung an die Bundesstaaten, 45 % an die Gemeinden und 10 % an die Bundesbehörden entrichtet.
Die nachstehende Tabelle zeigt den kumulierten Wert der Ausgleichszahlungen an die einzelnen Gemeinden.
| Munizip                         | Ausgleichszahlungen 1990–2019 (Mio. US$) |
| ------------------------------- | ---------------------------------------- |
| Foz do Iguaçu                   | 394,9                                    |
| Santa Terezinha de Itaipu       | 81,9                                     |
| São Miguel do Iguaçu            | 190,3                                    |
| Itaipulândia                    | 339,2                                    |
| Medianeira                      | 2,2                                      |
| Missal                          | 78,4                                     |
| Santa Helena                    | 516,1                                    |
| Diamante d’Oeste                | 10,9                                     |
| São José das Palmeiras          | 3,7                                      |
| Marechal Cândido Rondon         | 116,5                                    |
| Mercedes                        | 36,4                                     |
| Pato Bragado                    | 88,8                                     |
| Entre Rios do Oeste             | 62,0                                     |
| Terra Roxa                      | 3,0                                      |
| Guaíra                          | 99,8                                     |
| Mundo Novo (Mato Grosso do Sul) | 28,7                                     |

## Belegschaft
Im Jahr 2016 waren 3.038 Personen am Damm beschäftigt, 1.371 auf brasilianischer und 1.667 auf paraguayischer Seite.

## Stausee und Staumauer

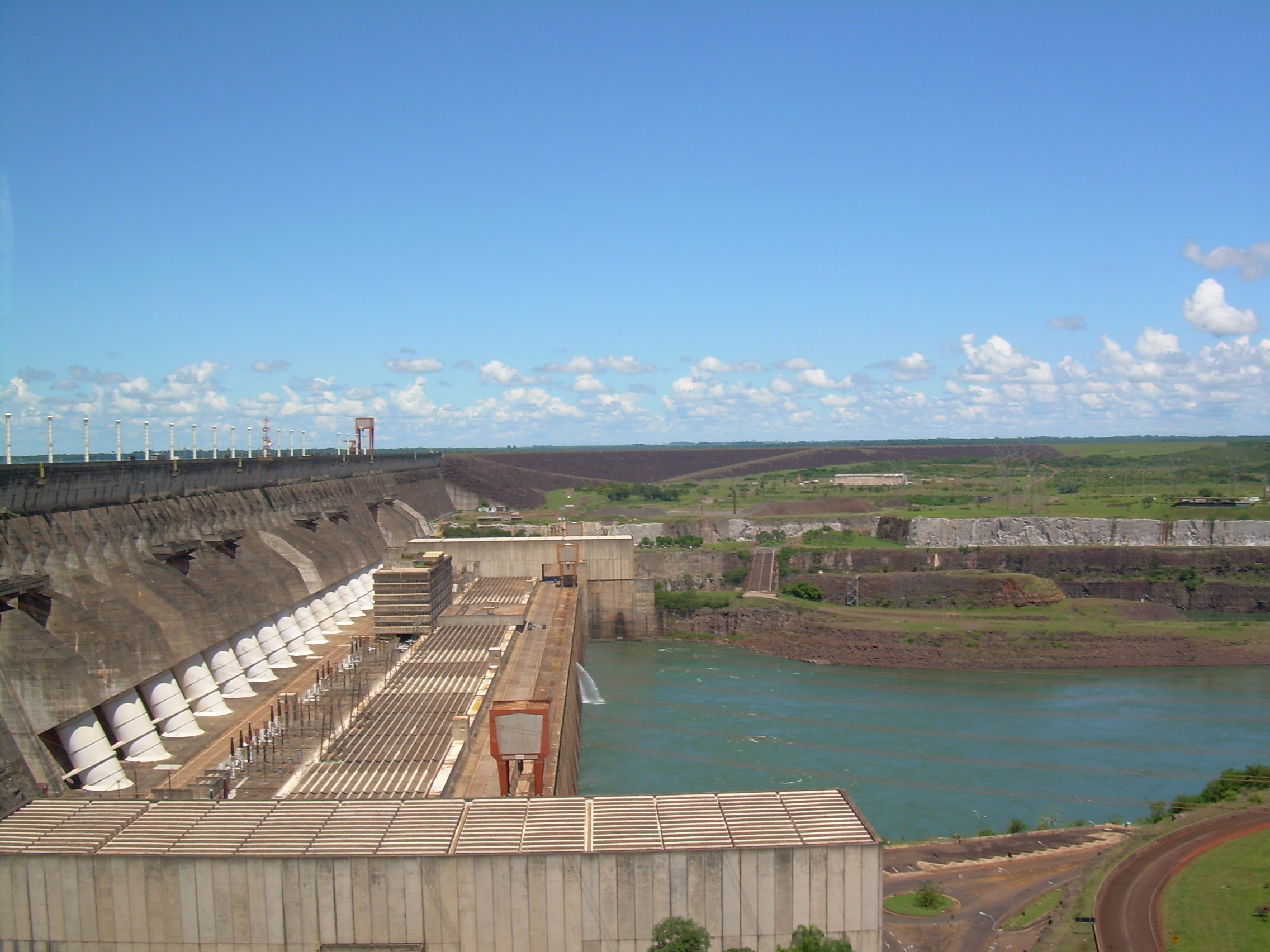
Blick auf die Staumauer in Richtung Brasilien

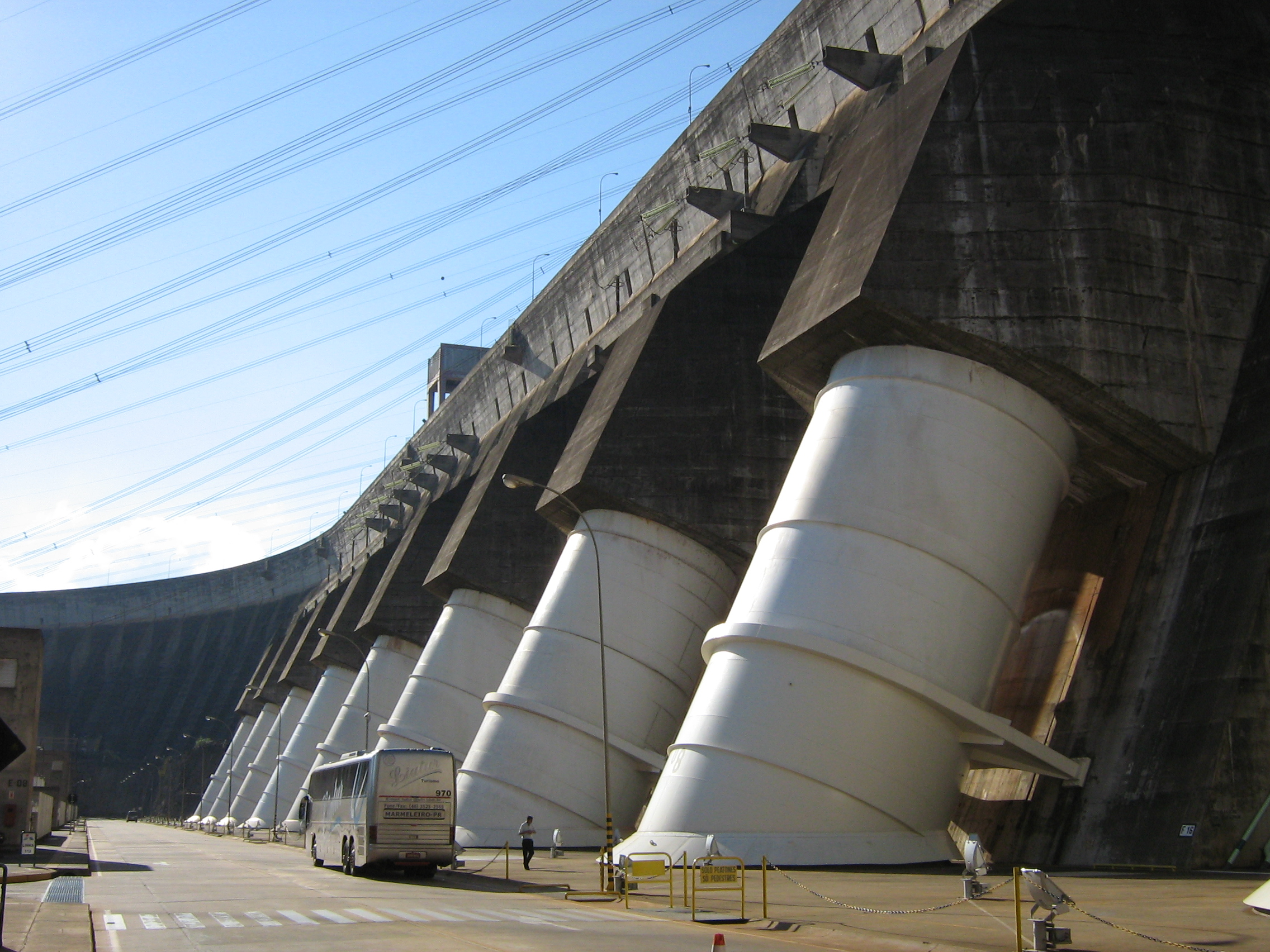
Nahaufnahme der Fallrohre; der Bus vermittelt den Maßstab

Bei normaler Stauhöhe wird der Paraná im Itaipu-Stausee auf eine Fläche von 1.350 km² und auf etwa 170 km Länge aufgestaut. Bei seinem maximalen Stauvolumen von rund 29 Milliarden m³ erreicht dessen Fläche sogar 1.460 km². Damit ist der See zweieinhalb mal so groß wie der Bodensee. Die dazugehörige Stauanlage – die Itaipu-Staumauer – ist 7.760 m lang und 196 m hoch.
Weiter flussabwärts im Süden Paraguays, an der Grenze zu Argentinien, befindet sich ein weiteres, riesiges Wasserkraftwerk am Paraná mit Namen Yacyretá und einer Leistung von 4.000 Megawatt, welches nach ähnlichem Muster als argentinisch-paraguayisches Gemeinschaftswerk von Argentinien vorfinanziert wurde.

## Folgen
Insbesondere mit Blick auf die Veränderung der Umwelt werden bis heute die Kosten und Nutzen des Staudamms kontrovers diskutiert:
Der sauberen Energieerzeugung durch Wasserkraft stehen auch negative Aspekte gegenüber. Auch wenn die Relation zwischen dem Eingriff in die Natur und dem Nutzen aufgrund der produzierten Energiemenge bei Itaipu im Vergleich zu anderen Wasserkraftwerken günstiger ist, hat seine Errichtung die Umwelt verändert. Einige Tausend Ureinwohner verloren ihre Heimat, insgesamt mussten etwa 40.000 Menschen – vor allem Guarani-Indianer – umgesiedelt werden. Für die Errichtung der Talsperre wurde subtropischer Regenwald abgeholzt, Bereiche des Regenwaldes im Bereich des Stausees wurden, wie auch die Wasserfälle Sete Quedas bei Guaíra, dauerhaft überflutet.

## Öffentlichkeitsarbeit
Auf brasilianischer Seite existiert am Rande von Foz do Iguaçu ein Besucherzentrum mit Bustouren zum Kraftwerk. Auf paraguayischer Seite gibt es ein vergleichbares Besucherzentrum bei Hernandarias nördlich von Ciudad del Este. Seit 2005 werden auf der brasilianischen Seite nun auch „technische“ Führungen angeboten, bei denen Touristen das Innere der Staumauer und die Turbinen besichtigen können.
Philip Glass, einer der bekanntesten zeitgenössischen US-amerikanischen Komponisten, schrieb 1989 nach dem Besuch des Staudamms das Werk „Itaipu“.

## Technische Daten

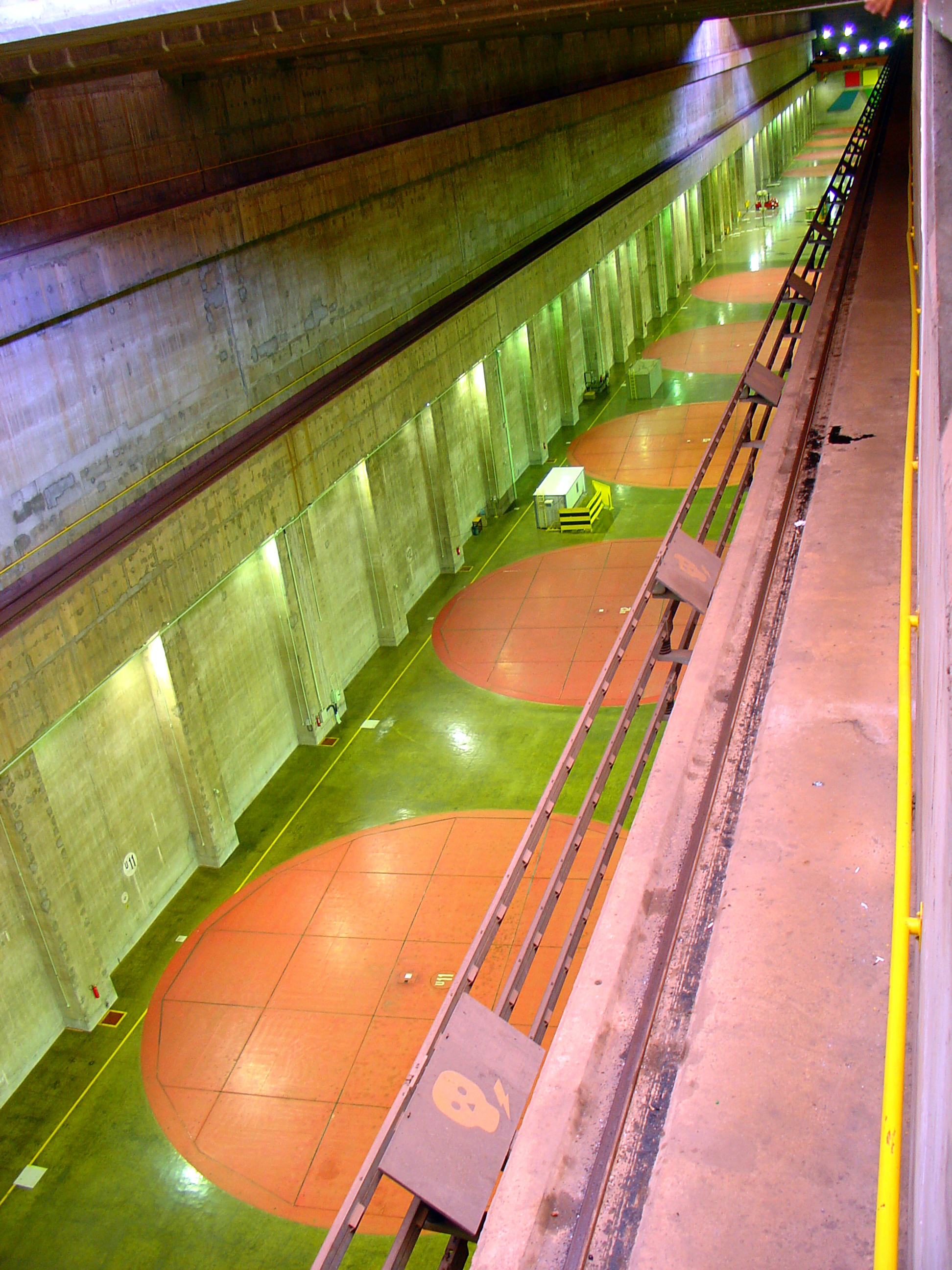
Generatorenhalle

- Bauart: Hohle Gewichtsstaumauer (im Bereich des ehemaligen Flussbetts), massive Gewichtsstaumauer (im Bereich des ehemaligen Umleitungskanals), Pfeilerstaumauer (beidseitig an den zentralen Teil anschließend), Steinschüttdamm und Erdschüttdamm
- Bauzeit: 1975 bis 1982 (Anschaltung der ersten Turbinen; die vorerst letzten Turbinen wurden 2005 in Betrieb genommen)
- Kronenlänge (Damm und Mauer): 7.760 m
- Höhe der Staumauer: 196 m
- Höchstes Stauziel: 190 m
- Normaler Wasserpegel: 100 m (tiefste Stelle)
- Staukapazität für Hochwasser: 29.000.000 m³
- Gesamtstauraum: 29 Mrd. m³ (zum Vergleich: Bodensee: 48,5 Mrd. m³)
- Wasseroberfläche: minimal 1.305 km²; normal 1.350 km²; maximal 1.460 km² (zum Vergleich: Bodensee: 539 km²)
- Stauseelänge: 170 km
- HWE-Bemessungs-Wassermenge: 62.200 m³/s (HWE = Hochwasserentlastung)
- Nennleistung: 12.600 Megawatt (bis 2004); 14.000 Megawatt (seit Ende 2005)
- Verwendete Generatoren: Schenkelpolgeneratoren mit je 824 MVA
- Verwendete Turbine: Francis-Turbine
- Regelarbeitsvermögen: 95 Terawattstunden pro Jahr
- Stauseebreite: 7–12 km
- Umzusiedelnde Personen: 40.000 Menschen

Bauvolumen:
- Abtragung von Erde und Felsen: 63,85 Mio. m³
- Auffüllung von Erde und Felsen: 15 Mio. m³
- Beton: 12,57 Mio. m³

(Angaben: Itaipu Binacional)

## Stromleitungen
Der Stromtransport in den Großraum São Paulo erfolgt über 765-kV-Hochspannungsleitungen (für die Erzeugung auf brasilianischer Seite) und zwei bipolare 600-kV-Hochspannungs-Gleichstrom-Übertragungen mit 785 bzw. 805 Kilometer Länge (für den auf der paraguayischen Seite erzeugten Strom). Eine HGÜ-Lösung war nötig, da die Generatoren auf paraguayischer Seite Dreiphasenwechselstrom mit 50 Hz liefern, während Brasilien 60 Hz benötigt. Die Stromrichterstationen befinden sich in Foz do Iguaçu und in São Roque bei São Paulo, Brasilien.